# Ministerium für Geologie
Das Ministerium für Geologie war von 1974 bis 1989 ein Ministerium der DDR. Es unterstand Manfred Bochmann. Sein Sitz war die ehemalige Preußische Geologische Landesanstalt in der Invalidenstraße 44 Berlin, heute Sitz des Bundesverkehrsministeriums.
1989 ging das Ministerium im Ministerium für Schwerindustrie auf, dieses 1990 wiederum im Wirtschaftsministerium.
Dem Ministerium unterstanden zuletzt die der VEB Kombinat Erdöl-Erdgas Gommern, der VEB Kombinat Geophysik Leipzig und der VEB Kombinat Geologische Forschung und Erkundung Halle.